# Liste der Kulturdenkmale in Pethau

Lage des Ortsteils

In der Liste der Kulturdenkmale in Pethau sind die Kulturdenkmale des Zittauer Ortsteils Pethau verzeichnet, die bis September 2024 vom Landesamt für Denkmalpflege Sachsen erfasst wurden (ohne archäologische Kulturdenkmale). Die Anmerkungen sind zu beachten.

## Liste der Kulturdenkmale in Pethau
| Bild                                    | Bezeichnung | Lage                               | Datierung                                                               | Beschreibung | ID       |
| --------------------------------------- | --- | ---------------------------------- | ----------------------------------------------------------------------- | --- | -------- |
| Direkt Bild zu diesem Denkmal hochladen | Eisenbahnbrücke | (Flurstück 190/3) (Karte)          | 1848                                                                    | Eines der ältesten sächsischen Eisenbahnviadukte, in vier Bögen das Schülerthal bei km 30,529 überspannendes Eisenbahnviadukt der Bahnstrecke Zittau–Löbau, gemeindeübergreifend mit Gemeinde Mittelherwigsdorf (siehe 09304192), bau- und verkehrsgeschichtlich bedeutsam                                        | 09306882 |
| Direkt Bild zu diesem Denkmal hochladen | Wohnhaus | Äußere Weberstraße 93 (Karte)      | Bezeichnet mit 1938                                                     | Zweigeschossig mit Walmdach, Veranda, Obergeschoss-Austritt über der Haustür, typischer Bau der Zeit mit allen originalen Details (Veranda-Schiebefenster, Fensterläden, Dachhäuschen, drei gerahmte Fenster mit Band mit Jahreszahl und Knaben-Relief neben der originalen Haustür), baugeschichtliche Bedeutung | 09305451 |
| Weitere Bilder                          | Brücke über die Mandau | Hauptstraße (Karte)                | 1866                                                                    | Zwei flache weite Bögen in Sandstein, ausgesetzt mit regelmäßigem Basalt, verbindet Hörnitz mit Zittau-Pethau, orts-, bau- und verkehrsgeschichtlich von Bedeutung | 09307042 |
| Weitere Bilder                          | Wohnhaus mit seitlichem Anbau, Scheune, Einfahrtspfeiler und Hofmauer eines großen Hofes | Hauptstraße 25 (Karte)             | 1749 datiert, bezeichnet mit 1787 (Wohnhaus); 18. Jahrhundert (Scheune) | Baugeschichtlich, wirtschaftsgeschichtlich und ortsbildprägend von Bedeutung, schlichter Barockbau mit aufwändig gestalteten Sandsteinportalen, im Wohnhaus schöne Hausdiele | 09271709 |
| Direkt Bild zu diesem Denkmal hochladen | Villa mit Einfriedung und Garten | Hauptstraße 26 (Karte)             | 1907                                                                    | Garten als Nebenanlage, Baukörper im Stile der Zeit malerisch aufgelöst mit geschwungenen Giebeln, Eckerker mit Türmchen, Einfriedung mit Klinkersockel und schmiedeeisernem Staketenzaun (letzterer nur entlang der Straße), baugeschichtlich von Bedeutung                                                      | 09307198 |
| Direkt Bild zu diesem Denkmal hochladen | Watzdorfheim: Villa mit gesamtem umgebenden Park mit Kleindenkmalen (Gartendenkmal) | Neusalzaer Straße 55 (Karte)       | Um 1885                                                                 | Baugeschichtlich, ortsgeschichtlich und gartenkünstlerisch von Bedeutung, ein Gründerzeitbau | 09274666 |
| Weitere Bilder                          | Mauermannmühle mit allen Gebäudeteilen, dabei das Hauptgebäude mit gleichartigem Anbau im Winkel links, das diesem gegenüberliegende hofbildende Stall- und Remisengebäude rechts, die Scheune im Grundstück vorn links, Reste der Technik hinter der Mühle und die Wehranlage des Kupferwehres | Paul-Teichgräber-Straße 11 (Karte) | Um 1880                                                                 | Baugeschichtlich, ortsgeschichtlich und technikgeschichtlich von Bedeutung, am Wohnhausanbau befindet sich ein wertvoller Wappenstein | 08992316 |

## Tabellenlegende
- Bild: Bild des Kulturdenkmals, ggf. zusätzlich mit einem Link zu weiteren Fotos des Kulturdenkmals im Medienarchiv Wikimedia Commons. Wenn man auf das Kamerasymbol klickt, können Fotos zu Kulturdenkmalen aus dieser Liste hochgeladen werden:
- Bezeichnung: Denkmalgeschützte Objekte und ggf. Bauwerksname des Kulturdenkmals
- Lage: Straßenname und Hausnummer oder Flurstücknummer des Kulturdenkmals. Die Grundsortierung der Liste erfolgt nach dieser Adresse. Der Link (Karte) führt zu verschiedenen Kartendiensten mit der Position des Kulturdenkmals. Fehlt dieser Link, wurden die Koordinaten noch nicht eingetragen. Sind diese bekannt, können sie über ein Tool mit einer Kartenansicht einfach nachgetragen werden. In dieser Kartenansicht sind Kulturdenkmale ohne Koordinaten mit einem roten bzw. orangen Marker dargestellt und können durch Verschieben auf die richtige Position in der Karte mit Koordinaten versehen werden. Kulturdenkmale ohne Bild sind an einem blauen bzw. roten Marker erkennbar.
- Datierung: Baubeginn, Fertigstellung, Datum der Erstnennung oder grobe zeitliche Einordnung entsprechend des Eintrags in der sächsischen Denkmaldatenbank
- Beschreibung: Kurzcharakteristik des Kulturdenkmals entsprechend des Eintrags in der sächsischen Denkmaldatenbank, ggf. ergänzt durch die dort nur selten veröffentlichten Erfassungstexte oder zusätzliche Informationen
- ID: Vom Landesamt für Denkmalpflege Sachsen vergebene, das Kulturdenkmal eindeutig identifizierende Objekt-Nummer. Der Link führt zum PDF-Denkmaldokument des Landesamtes für Denkmalpflege Sachsen. Bei ehemaligen Kulturdenkmalen können die Objektnummern unbekannt sein und deshalb fehlen bzw. die Links von aus der Datenbank entfernten Objektnummern ins Leere führen. Ein ggf. vorhandenes Icon  führt zu den Angaben des Kulturdenkmals bei Wikidata.

## Einzelnachweis
- Geoportal des Landkreises Görlitz, abgerufen am 25. April 2019